# UCI ProTeam
UCI ProTeams (bis 2019: UCI Professional Continental Teams) sind professionelle Radsportteams, die auf Einladung der Veranstalter an Straßenradrennen der UCI WorldTour, der UCI ProSeries und der UCI Continental Circuits, den kontinentalen Rennserien UCI Africa Tour, UCI America Tour, UCI Asia Tour, UCI Europe Tour und UCI Oceania Tour, teilnehmen.
Die Teilnahme an den Rennen der UCI WorldTour erfolgt dabei nur auf Einladung durch die jeweiligen Veranstalter; sie haben anders als die UCI WorldTeams grundsätzlich weder ein automatisches Startrecht noch eine Startverpflichtung. Erstmals in der UCI WorldTour 2019 erhielten die besten UCI ProTeams ein automatisches Startrecht. Die UCI ProTeams bilden somit nach den UCI WorldTeams und vor den UCI Continental Teams die zweite Kategorie der von dem Weltradsportverband UCI registrierten Straßenteams.
Bis zum Saisonende 2019 hieß diese Teamkategorie UCI Professional Continental Teams (dt.: Kontinentale Profi-Mannschaften). Die Teamkategorie Professional Continental Team wurde im Jahr 2005 im Zuge der Einführung der UCI ProTour geschaffen und entspricht etwa der vorigen Kategorie GS2 bzw. TT2 (Groupe Sportif 2 bzw. Trade Team 2).

## Identität, Name und Nationalität
Ein UCI ProTeam besteht aus dem Teambetreiber „paying agent“ (en., dt. etwa: Zahlungsverantwortlicher), den Sponsoren, den Radrennfahrern und den anderen Beschäftigten des Teams (Teammanager, Sportlicher Leiter, Trainer, Teamarzt, Soigneur, Mechaniker etc.). Bis zu drei Sponsoren haben den Status als Hauptsponsoren. Keine dieser Personen oder Organisationen darf Verbindungen zu einem anderen UCI ProTeam, UCI WorldTeam oder dem Veranstalter eines World-Tour-Rennens unterhalten. Der paying agent und die Hauptsponsoren dürfen dagegen Continental Team oder andere Nachwuchsmannschaften betreiben; diese Teams dürfen aber in internationalen Rennen nicht gemeinsam starten.
Der Name eines UCI ProTeams ist der Name oder die Marke eines oder mehrerer Hauptsponsoren, der Name des paying agents oder ein anderer mit dem Projekt verbundener Name. Der Teamname kann sich also vor allem bei einem Wechsel der Sponsoren ändern und auch ganz oder zum Teil zum Namen eines von einem anderen paying agent betriebenen Teams werden.
Die Nationalität eines UCI ProTeams bestimmt sich wahlweise nach dem Sitz des Teambetreibers („paying agent“) bzw. dem Land, in welchem das beworbene Produkt, Service oder Marke gehandelt wird und hat normalerweise nur Bedeutung für das Teilnahmerecht an UCI-Kategorie „2“-Rennen der UCI Europe Tour und die Mindestgehälter der Fahrer. Größere Bedeutung erhielt die Nationalität im Zuge der Invasion Russlands in die Ukraine 2022, als der Mannschaft Gazprom-RusVelo die Lizenz aufgrund ihrer russischen Registrierung entzogen wurde.

## Fahrer
Die Mindestanzahl von Fahrern je Team beträgt 20 (bei Teams außerhalb von Europa: 16 im Jahr 2020 und 18 im Jahr 2021). Die Höchstanzahl von Fahrern je UCI ProTeam beträgt ohne Neoprofis 28, bei einem Neoprofi 29 und bei zwei bis fünf Neoprofis 30. Mehr als fünf Neoprofis darf ein UCI ProTeam nicht beschäftigen. Darüber hinaus kann ein UCI ProTeam für die Teilnahme an Rennen der UCI Continental Circuits ab dem 1. August eines jeden Jahres bis zu drei Fahrer als Stagiaires vertraglich verpflichten.
Die Fahrer der UCI ProTeams sind Berufssportler. Ihre Mindestarbeitsbedingungen, darunter das Mindestgehalt, werden durch UCI-Reglement und einer tarifvertragsähnlichen Abrede zwischen dem Teameigentümerverband Association Internationale des Groupes Cyclistes Professionnels (AIGCP) und der „Fahrer-Gewerkschaft“ Cyclistes Professionnels Associés (CPA) geregelt. Das Mindestgehalt für einen Neoprofi beträgt 26.895 € jährlich, für andere Fahrer 32.102 €; mindestens aber den gesetzlichen Mindestlohn, der in dem Land gilt, dessen Nationalität das UCI ProTeam besitzt. Diese Beträge sind um 64 % zu erhöhen, wenn der Fahrer nicht als Arbeitnehmer, sondern als freier Mitarbeiter für die Betreiberfirma fährt. Hinzu kommen u. a. die Preisgelder, welche üblicherweise zwischen den Fahrern und dem sonstigen Personal aufgeteilt werden.
Nach Recherchen der italienischen Tageszeitung Corriere della Sera werden die Regeln zu Mindestentgelten bei den seinerzeit Professional Continental Teams genannten Mannschaften allerdings oftmals umgangen, indem die Fahrer erhaltene Gehälter auf andere Konten zurückzahlen. Eine Untersuchung des Comitato Olimpico Nazionale Italiano betreffend der Mannschaften Bardiani CSF, Androni Giocattoli-Sidermec und Wilier Triestina-Southeast endete im November 2016 mit dem Freispruch der Manager Bruno Reverberi, Gianni Savio und Angelo Citracca, nachdem u. a. der Zeuge Marco Coledan bestritt für Renneinsätze gezahlt zu haben. Die Verteidigung erklärte, Fahrer seien lediglich legaler Weise in die Akquise von Kleinsponsoren einbezogen worden.

## Lizenzierung
Die Lizenzierung erfolgt jährlich durch UCI nach Prüfung ethischer, finanzieller und administrativer Mindestkriterien. Das ethische Kriterium betrifft insbesondere die Frage des Dopings. Die Teilnahme am „Biologischer Pass“-Programm ist für ProTeams verpflichtend. Von den übrigen Kriterien sind insbesondere die UCI-Mindestanforderungen an die Fahrerverträge und ein Bankaval für die Gehälter zu beachten.
Bewerber um eine UCI ProTeam-Lizenz, welche das hierfür erforderliche sportliche Kriterium verfehlen, aber die übrigen Kriterien erfüllen, werden als UCI Pro Teams registriert.

## Bedeutung
Die UCI ProTeams stellen die zweite Reihe der bei der UCI registrierten Teams dar. Dieser Status ermöglicht auf Einladung der jeweiligen Veranstalter auch die Teilnahme an den bedeutendsten Rennen des Radsports – der UCI World Tour – und damit als deren Teil insbesondere der Tour de France. Als Folge hiervon besteht die Chance einer großen internationalen Wahrnehmung dieser Teams. Außerdem kann diese Teamkategorie als Sprungbrett für die nächsthöhere Kategorie als UCI ProTeam genutzt werden.

## Development Teams
Mit Beginn der Saison 2020 können Teambetreiber eines ProTeams, die ein Continental Team betreiben, dieses bei der UCI als Development Team („Farmteam“) registrieren. Jeweils maximal zwei Fahrer einen solchen Development Teams können für das verbundene ProTeam an einem Rennen der UCI ProSeries teilnehmen, maximal vier an einem Rennen der ersten UCI-Kategorie. Umgekehrt können maximal ein Fahrer des ProTeams für das Continental Team an Rennen der ersten Kategorie, bzw. ein Fahrer an Rennen der zweiten Kategorie teilnehmen.